# Lithospermum longifolium
Lithospermum longifolium là loài thực vật có hoa trong họ Mồ hôi. Loài này được Roem. & Schult. mô tả khoa học đầu tiên năm 1819.